# Papaver langeanum
Papaver langeanum är en vallmoväxtart som först beskrevs av Axel Nicolaus Lundström, och fick sitt nu gällande namn av Alexandr Innokentevich Tolmatchew. Papaver langeanum ingår i släktet vallmor, och familjen vallmoväxter. Inga underarter finns listade i Catalogue of Life.